# Activity Based Working

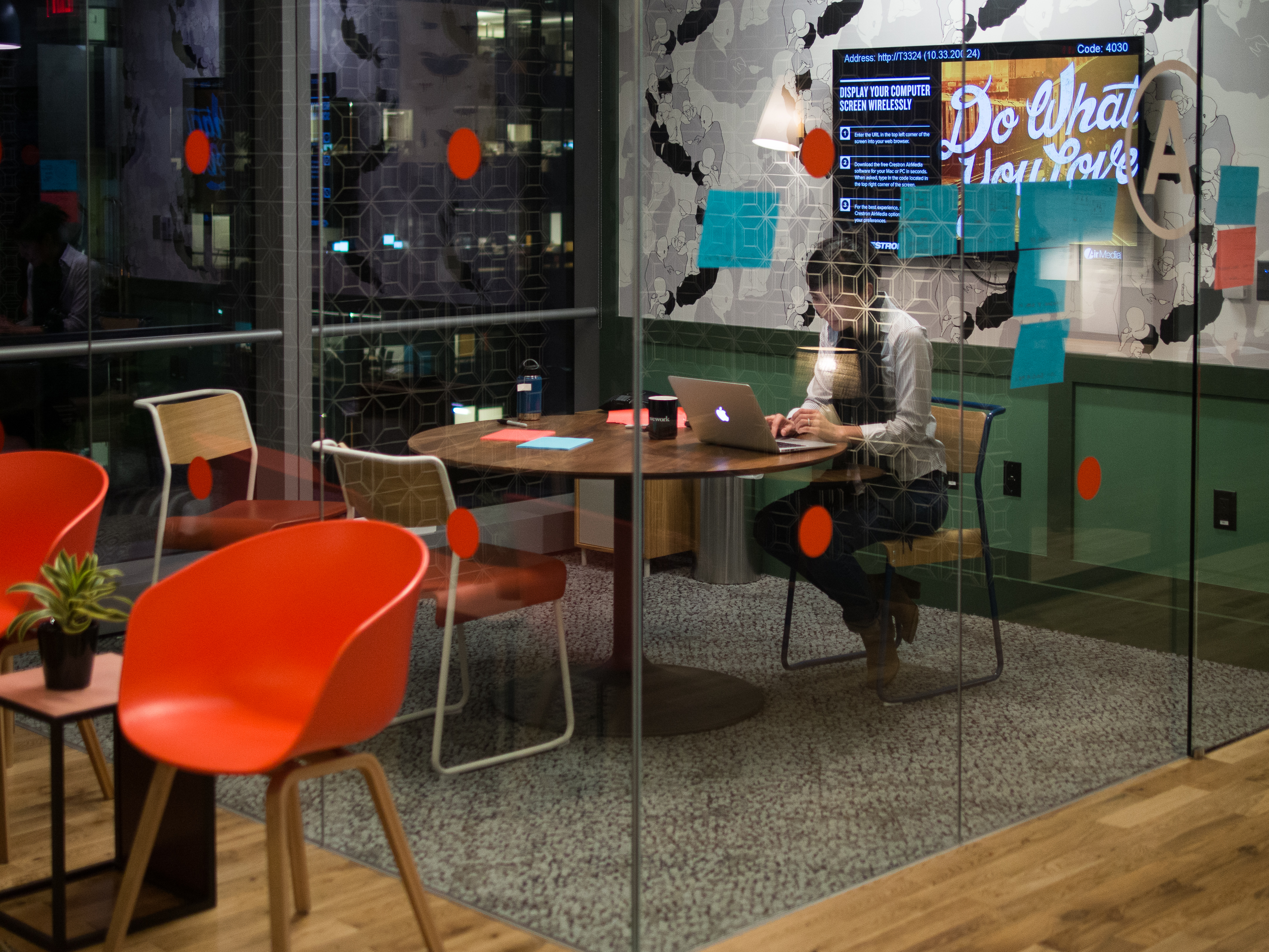
Besprechungsraum der amerikanischen Firma WeWork in San Francisco

Activity Based Working (ABW) bezeichnet ein Bürokonzept und eine Organisationsstruktur mit aktivitätsbezogenen Arbeitsplätzen zur Förderung der Leistungsfähigkeit und Kreativität. Das Modell wurde in den 1970er und 1980er Jahren in den USA von den Architekten Phillip Stone and Robert Luchetti entwickelt und zeichnet sich dadurch aus, dass der einzelne Mitarbeiter keinen festen Arbeitsplatz mehr hat und starre Raumstrukturen aufgelöst werden. Dabei vertraten die Architekten die Leitidee – „Your Office Is Where You Are“ – und machten sie zum Maßstab der Arbeitsplatzgestaltung. Die ABW-Bürogestaltung bietet den Beschäftigten die Möglichkeit, den für die jeweilige Tätigkeit optimalen Arbeitsplatz flexibel zu wählen. Der niederländische Unternehmensberater Erik Veldhoen prägte den ABW-Begriff in seinem Buch „Demise of the office“ aus dem Jahre 1995, in dem er ein konkretes Konzept der Arbeitsorganisation und Organisationsstruktur entwarf.

## Hintergrund

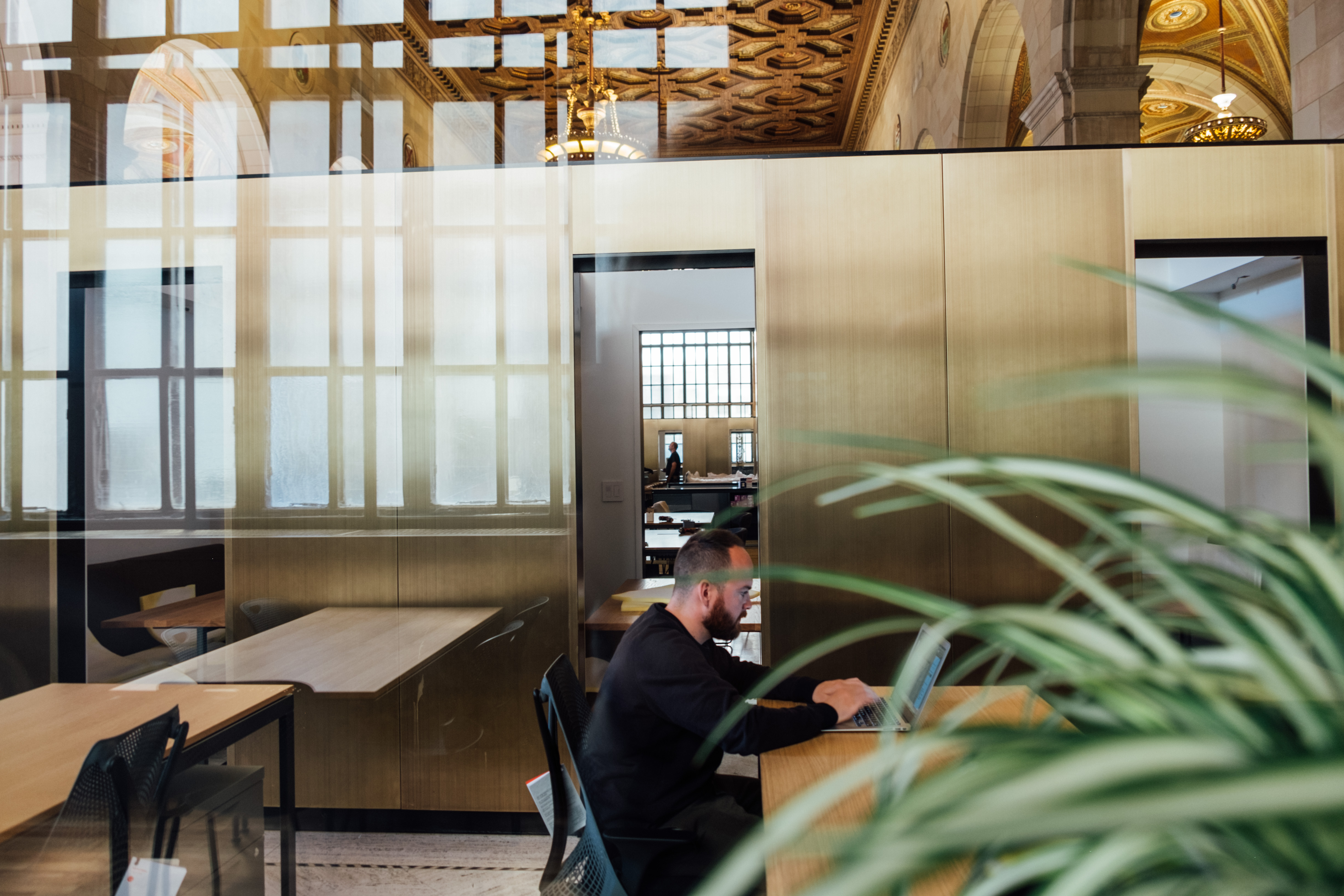
Open-Space-Büro in Montréal

Nur wenige Unternehmen beanspruchen für alle Mitarbeiter die gleichen Arbeitsformen. Globale Megatrends sind Treiber für eine Änderung der Unternehmensstrategien und des Arbeitsverhaltens. Die Herausforderungen für europäische Konzerne im beginnenden 21. Jahrhundert sind neben der digitalen Transformation auch der demographische Wandel, daher müssen die gewählten Bürokonzepte auf diese geänderten Rahmenbedingungen reagieren. Der digitale Wandel der Arbeitswelt hat zu grundlegenden Veränderungen der Arbeits- und Kommunikationsprozesse geführt. Routinetätigkeiten verlieren zunehmend an Bedeutung. Die Beschäftigten rochieren zwischen klassischen Arbeitsplätzen, Besprechungs- und Projekträumen, sowie anderen Standorten und Kunden.
Flexible Organisationsstrukturen und neue Raumkonzepte sind daher erste Ansätze um den globalen Veränderungen zu begegnen. Der Förderung der internen Kommunikation kommt neben der Verbesserung der Zusammenarbeit unter den Mitarbeitern eine große Bedeutung zu.
Louis Lhoest, Partner des niederländischen Beratungsunternehmens Veldhoen+Company beschreibt ABW derart: „Es ist die Unmenge an Wahlmöglichkeiten, die den Arbeitsplatz fit für alle Anforderungen macht.“

## Geschichte

### Bürolandschaften

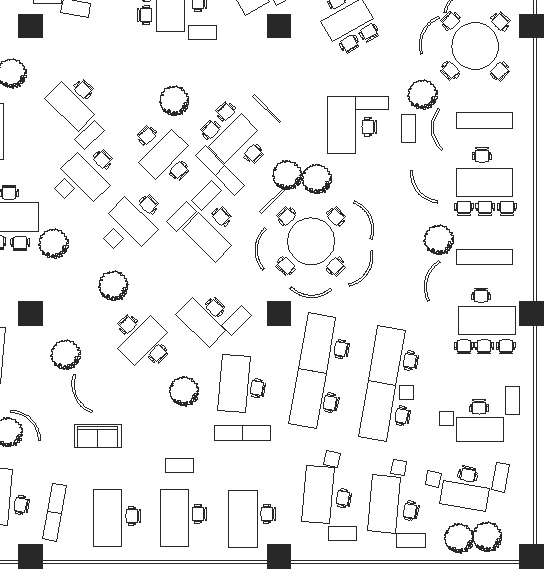
Lageplan einer Bürolandschaft

In den 1970er Jahren begannen einige Unternehmen mit dem Konzept von offenen Bürostrukturen – so genannten „Bürolandschaften“ – zu experimentieren. Die Architekten Phillip Stone and Robert Luchetti leiteten diesen Prozess ein. Die starren Raumstrukturen von Großraumbüros wurden sukzessive aufgelöst. Die offenen und ungegliederten Großraumbüros sollten die Kommunikation und Zusammenarbeit fördern. Positive ökonomische Aspekte bei dem Bürokonzept waren der verminderte Platzbedarf pro Mitarbeiter und die geringeren Konstruktionskosten durch den Verzicht oder die Reduzierung von baulichen Trennelementen.
Negative Effekte dieses Bürokonzeptes waren fehlende Privatsphäre, Konzentrationsprobleme, Störungen durch Mitarbeiter- und Telefongespräche. In diesem Zusammenhang etablierte sich der Begriff „Sick-Building-Syndrom“. Das Großraumkonzept war mit gesundheitlichen Belastungen für die Belegschaft verbunden, die auf die schlechtere Luftqualität (geringe Luftfeuchte) und den Verlust an Autonomie zurückzuführen waren.

### Open-Space-Konzept

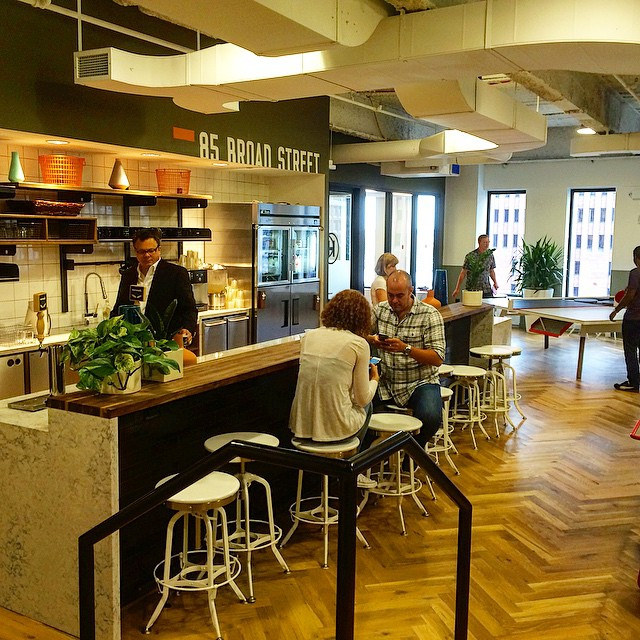
Küchen- und Aufenthaltsbereich der US-Firma WeWork in New York

In den frühen 1990er Jahren wurde ein weiteres Bürokonzept in Schweden entwickelt, welches die Vorteile von Zellbüros und Großraumbüros kombiniert. Das Open-Space-Büro soll die Kommunikation und soziale Interaktion in Unternehmen verbessern. Die Zielsetzung ist, dass die Mitarbeiter offen, dynamisch, agil, smart, transparent, kreativ, flexibel und kollaborativ arbeiten. Als Nachteile des Konzeptes gelten Mangel an Privatsphäre, Lärmbelastung und schnellere Verbreitung von Krankheiten.

### Activity Based Working
Ab Mitte der 1990er Jahre wurde das Bürokonzept unter dem Begriff Activity Based Working von dem Unternehmensberater Erik Veldhoen etabliert. Sein Buch „Der Untergang des Büros“ („Demise of the office“) forcierte aktivitätsspezifisches Arbeiten. Veldhoen gründete das Unternehmen Veldhoen+Company und vermarktete das neue Bürokonzept.
Unter dem Motto „New Ways of Working“ (NWoW) sollte effektiver gearbeitet werden und gleichzeitig sollten die Ressourcen effizienter genutzt werden, um die Kosten zu senken und dabei die Leistungsfähigkeit und Kreativität zu erhöhen.

## Beschreibung
Der feste Schreibtischarbeitsplatz wird bei Activity Based Working durch ein offenes Angebot an unterschiedlichen und attraktiv gestalteten Arbeitsstätten ausgetauscht. Die Beschäftigten üben im Tagesverlauf eine Reihe verschiedener Tätigkeiten aus, wie beispielsweise das Verfassen von E-Mails, formelle und informelle Besprechungen, Projektbesprechungen, Telefonieren, Recherchearbeiten, Denkprozesse und Pausen. Teilweise erfolgt die Arbeit in Kooperation mit anderen Mitarbeitern oder allein in differenten Konzentrationsgraden. Eine optimale und vielseitige Bürogestaltung soll dazu beitragen, die Mitarbeiter bei den Arbeiten abseits des klassischen Schreibtischarbeitsplatzes gezielt zu unterstützen. Die aktuelle Tätigkeit wird durch das individuell gewählte Arbeitsumfeld bestmöglich gefördert. Die Arbeitnehmer suchen eigenständig ihre adäquaten Räume zur Arbeit, Kommunikation oder zum Rückzug aus. Desksharing (Shared Space) und Hot Desking kommen neben Home Office (Remote Arbeit) zur Anwendung. Das Spektrum der Arbeitsstätten beinhaltet neben Büroarbeitsplätzen auch variantenreiche und bewegungsorientierte Positionen. Die Arbeitsstätten sind in Form von Flächenmodulen mit dazugehörigen Arbeitsmitteln und Services angeordnet. Arbeiten im Sitzen, Stehen oder Liegen ist ebenso möglich wie im Drehstuhl und Samtsofa oder in der Hängematte.

## Ziele
Kommunikation, Kollaboration und Kostenreduktion sind die drei wesentlichen Ansätze von ABW. Mit dem Bürokonzept sollen Synergien erzielt werden und die Interaktion unter den Mitarbeitern gefördert werden. Die Vorstellung ist, dass die Beschäftigten mit multiplen Arbeitsstätten effektiver arbeiten. Zudem ist der benötigte Raumbedarf pro Mitarbeiter kleiner durch die effizientere Nutzung der Fläche. Das Multi Space-Büro (Open-Space-Büro) soll daneben ein attraktives Arbeitsumfeld bieten, um die signifikante Flächenreduzierung qualitativ zu kompensieren und neue agile Arbeitsmethoden zu unterstützen.
Das traditionelle Führungsverständnis wird durch das Bürokonzept geändert, da Hierarchien nicht mehr räumlich-physisch abgebildet werden. Das Führungspersonal bis zum Vorstand beziehungsweise Chief Executive Officer (CEO) arbeitet unter denselben Bedingungen wie alle anderen Mitarbeiter.

## Rahmenbedingungen

### Faktoren
Folgende Faktoren sind mit Activity Based Working verbunden:
- Persönliche Arbeitsplätze werden meist vollständig abgeschafft oder maßgeblich reduziert.
- Im Verhältnis zur Gesamtmitarbeiterzahl werden klassische Arbeitsplätze weniger zur Verfügung gestellt.
- Es werden mehr alternative Arbeitsorte im Vergleich zur Mitarbeiterzahl angeboten. Die Arbeitsorte umfassen beispielsweise Lounges, Think Tanks (Brainstorming-Räume), Projekt- und Multi-Media-Räume und Touch-Down-Arbeitsplätze (Kurzzeitarbeitsplätze) für kreatives Arbeiten.[13]
- Die Büros werden vorzugsweise papierlos geführt. Ein sehr hoher Digitalisierungsgrad ist dabei die Voraussetzung.
- Flexible Arbeitszeit- und Entlohnungsmodelle begünstigen die individuellen Gestaltungsspielräume.

### Ausstattung und Einrichtung
Die Einrichtung der Arbeitsplätze und Arbeitsumgebung zeichnet sich durch eine hohe Vielfältigkeit aus. Die Möbeltypen sind individuell ausgewählt und an die spezifische Arbeitsumgebung angepasst. Teilweise wird das Corporate Design des Unternehmens aufgegriffen. Die typische Ausstattung und Möblierung der ABW-Bürowelt wird charakterisiert durch:
- Der klassische Büroarbeitsplatz wird gewöhnlich mit höhenverstellbaren Steh-Sitz-Tischen versehen, die ein Display zur Höhenangabe aufweisen, um die individuelle Einstellung zu vereinfachen. Screens sollen die Schallausbreitung vermindern und die Schallabsorption begünstigen sowie vor visuellen Störungen schützen. Die Bürodrehstühle sind ergonomisch mit intuitiv zu bedienenden Einstellungsmöglichkeiten ausgeführt. Die Bildschirmarbeitsplätze sind mit Dockingstation, Mouse, Tastatur, Monitorhalter sowie ein oder zwei Bildschirmen ausgestattet.
- Bei Kurzzeitarbeitsplätzen, welche auch als Touchdown-Arbeitsplätze für den „nomadischen“ Arbeiter bezeichnet werden, kommen elektrifizierte Benchlösungen für bis zu acht Mitarbeiter mit schallabsorbierenden Screens zur Anwendung, die im Bedarfsfall durch Wireless Charging ergänzt werden. Ergonomische Drehstühle mit individuellen Einstellungsmöglichkeiten ergänzen die Touchdown-Arbeitsplätze.
- Räume für konzentrierte und isolierte Tätigkeiten sowie für vertrauliche Gespräche sind ebenfalls erforderlich. Dabei können Raum-in-Raum-Systeme für so genannten Think Tanks zur Anwendung kommen. Diese Räumlichkeiten weisen eine individuelle Licht- und Klimatisierungsregelung auf und sind mit Mobiliar versehen, welches der Nutzung entspricht.

### Veränderungsmanagement
Die Umstellung eines Unternehmens auf das neue Konzept Activity Based Working benötigt ein gutes Change-Management und den Einbezug der Mitarbeiter in den Prozess.
Die Kommunikation ist ein Schlüsselfaktor zum Erfolg des Bürokonzeptes, dabei sind vier Elemente wichtig:
- Information der Mitarbeiter über die anstehenden Veränderungen („what“),
- Information der Mitarbeiter über die Hintergründe der Veränderung („why“),
- Besprechungen für Fragen der Mitarbeiter zu dem neuen Bürokonzept und
- Raum für Diskussionen wie die Veränderungen die Mitarbeiter betreffen.

## Nachteile
Der vollständige Verlust von fest zugeteilten Arbeitsplätzen kann negative gesundheitliche Auswirkungen auf die betroffenen Arbeitnehmer haben. Viele Studien zeigen die nachteiligen Effekte von Desksharing auf, die möglicherweise die positiven Effekte von ABW-Arbeitsplätzen überwiegen. Mitarbeiter ohne festen Arbeitsplatz beklagen sich über den Mangel an Schreibtischen. Lärmbelästigungen und Konzentrationsstörungen sind neben der fehlenden Privatsphäre die Hauptkritikpunkte an offenen Bürokonzepten. Mitarbeiter sind mitunter besorgt, wenn sie keinen festen Schreibtisch haben und das Clean-Desk-Prinzip führt dazu, dass für persönliche Gegenstände (Familienfotos, Nippes) kein Platz mehr ist. Der emotionale Bezug zum Arbeitsplatz geht verloren. Die ungewohnte und flexible Arbeitsumgebung kann bewirken, dass Mitarbeiter ihre Kollegen nicht mehr finden und sie unnötige Zeit für deren Suche aufwenden müssen. Um diesem Problem entgegenzuwirken, wurde bereits eine spezielle Anwendungssoftware (App) entwickelt, damit Mitarbeiter im Gebäude geortet werden können. Die App hilft den Tracking-Prozess zu unterstützen.
Für eine Gruppe von Personen – beispielsweise flexible und autonome Mitarbeiter – wirkt die ABW-Arbeitsumgebung positiv und unterstützend. Die Forschung zeigt jedoch, dass viele Mitarbeiter nicht gut mit den aktivitätsbezogenen Arbeitsplätzen zurechtkommen. Der gewählte Führungsstil – als sozialer und kultureller Faktor – ist maßgeblich für den Erfolg von ABW verantwortlich.
Eine weltweite Studie zu Bürokonzepten aus dem Jahre 2018 hat gezeigt, dass klassische Zellenbüros bei Mitarbeitern in puncto Zufriedenarbeit, Wohlfühlen und Effektivität jeweils führend sind im Vergleich zu anderen Konzepten wie Activity Based Working, Kombibüros oder Open Space-Strukturen.
Nach Auffassung von Christian Scholz, Professor für Organisation und Arbeitslehre an der Universität des Saarlandes in Saarbrücken, entspricht das erzwungene Desksharing nicht den Bedürfnissen der Menschen. „Wer fühlt sich wohl, wenn er jeden Morgen die Reise nach Jerusalem antreten und einen freien Schreibtisch suchen muss?“ (Christian Scholz, 2018)
Das oktroyierte aktivitätsbezogene Arbeiten wird nicht von allen Mitarbeitern als positiv wahrgenommen. Scholz führt dazu aus: „Zum Telefonat ein freies „Telefonhäuschen“ suchen, für ein Gespräch mit Kollegen in die „Bushaltestelle“ gehen, das hat überhaupt nichts mit Wohlfühlen, Sicherheit und Struktur zu tun. Da ändert auch die bunte Couch, das Bällebad und das Spielzimmer nichts.“

## Beispiele

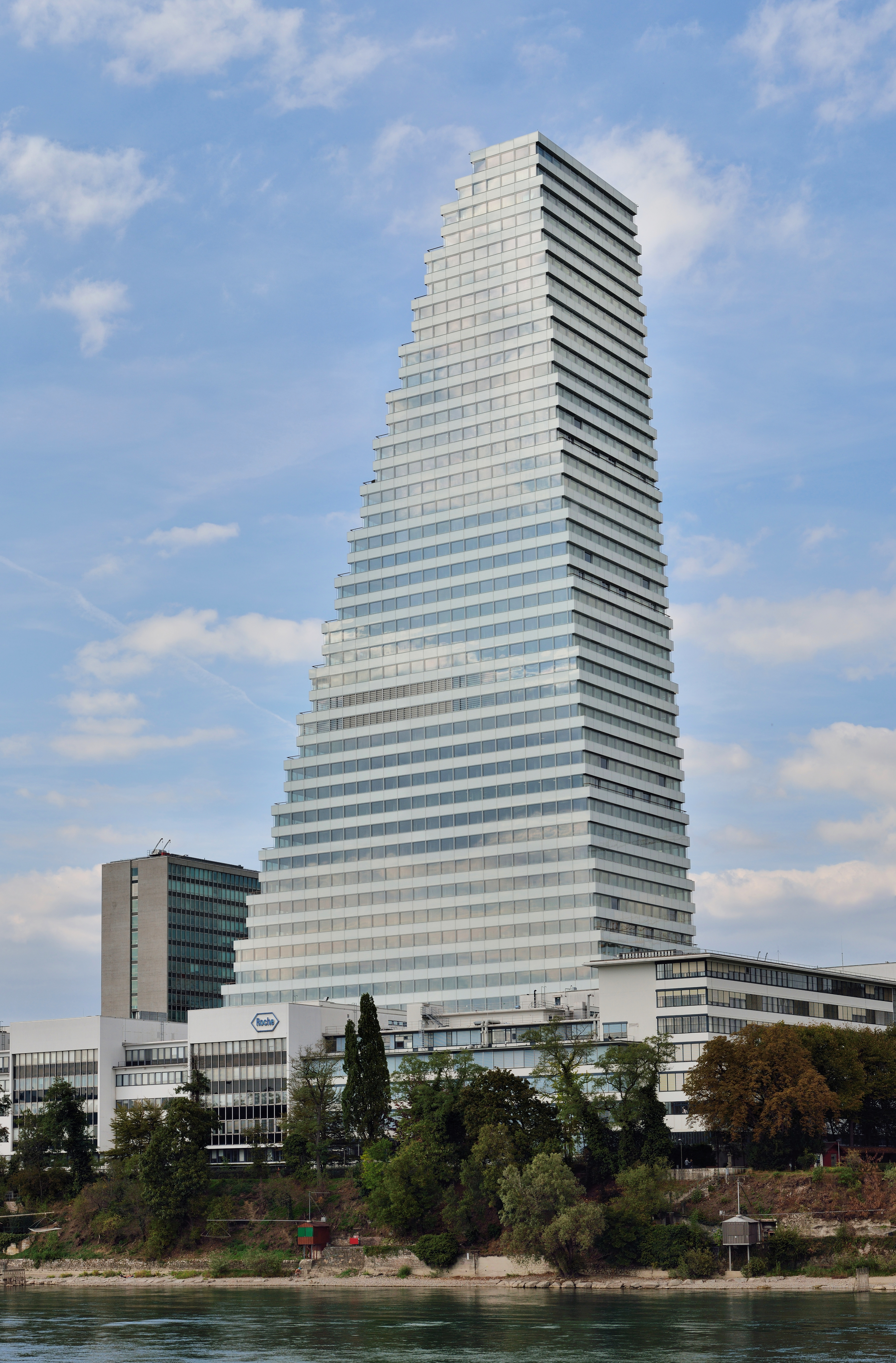
Basel: Roche-Turm

### IT-Branche
Multinationale IT-Konzerne setzen auf das neue Bürokonzept. So wendet Microsoft ABW weltweit an, um einen radikalen Wandel des Arbeitsumfeldes zu induzieren. Google propagiert Activity Based Working offensiv. Frank Kohl-Boas, ehemaliger Personalchef von Google in Zentral- und Nordeuropa fasste den neuen Ansatz derart zusammen: „Work the way you live!“

### Chemische Industrie
In der chemischen Industrie gewinnt Activity Based Working an Bedeutung. Beim Schweizer Pharmaunternehmen Roche hat ABW das alte Bürokonzept ersetzt. Im Roche-Turm in Basel wurde die Gestaltung der Arbeitsräume auf Activity Based Working ausgerichtet.
Das Biotechnologie- und Pharmaunternehmen Novartis begann im Jahre 2013 mit der Änderung ihres Bürokonzeptes und der Organisationsstrukturen auf Grundlage von ABW für ihr Hauptquartier in Australien (Novartis HQ-Campus).